# Barbie (jogo eletrônico de 1991)
Barbie é um jogo de plataforma para Famicom, desenvolvido pela Absolute's Imagineering Inc. e publicado pela Hi Tech Expressions em 1991. O jogo é baseado na boneca de mesmo nome da empresa norte-americana Mattel e foi criado atendendo a mais jogos voltados pro público feminino.
Na história do jogo o jogador controla a Barbie durante um de seus estranhos sonhos onde ela terá um encontro com Ken em um baile da Dream House. O jogador atravessa 3 diferentes mundos (um Shopping, um reino subaquático e uma lanchonete) desviando dos inimigos (que em sua maioria são objetos animados) e contando com a ajuda de criaturas para ajudar o jogador a resolver as missões. Cada criatura pode ser manipulada através de bolas que a Barbie atira, três delas desempenhando uma função. No final de cada mundo é mostrada uma cutscene onde Barbie adquire uma nova roupa para se arrumar pro encontro com Ken.
O jogo recebeu muitas críticas, enquanto algumas apoiando o jogo como uma ótima iniciativa, muitos consideram o jogo péssimo pela sua jogabilidade confusa e difícil. No ano seguinte uma nova versão do jogo foi lançada para Game Boy intitulada Barbie: Game Girl com algumas alterações nas fases, mecânica e enredo.